# Hotibag
Hotibag war ein Baubetrieb in Familienbesitz mit mehr als 250-jähriger Geschichte.

## Gründung
Am 2. Mai 1700 gründete Johann Wilhelm Blankenhorn in Ziesar den Baubetrieb, nachdem sein Vater Johann gegen Ende des 17. Jahrhunderts seinen Töpferbetrieb in Freinsheim aufgrund politischer Unruhen aufgeben und sich in Ziesar neu ansiedeln musste. Später verzweigte sich der Betrieb auf zwei Standorte, von denen jedoch einer mangels Erben später aufgegeben wurde.

## Entwicklung um 1800
1795 ging der Ziesarer Zweig des Betriebes durch Heirat auf Georg Christian Meyer über, der ihn nach seinem Tod 1834 seinem Sohn Johann Friedrich Wilhelm Meyer vererbte. Dessen Sohn Johann Ludwig Wilhelm übernahm den Betrieb 1854, nachdem er von Ziesar nach Lehnin gezogen war. Die von ihm dort errichteten Gebäude überlebten die beiden Weltkriege.

## Das 20. Jahrhundert
Sein Sohn Reinhold Emil Theodor Meyer übernahm den Betrieb 1892 und war vor allem im Bahnbau aktiv. Er führte den Betrieb durch den Ersten Weltkrieg. Bis 1921 führte er den Betrieb daraufhin zusammen mit seinem Sohn, dem späteren Widerstandskämpfer Reinhold Meyer unter dem Namen Reinhold Meyer & Sohn weiter. Schließlich gab der den Betrieb vollständig an seinen Sohn weiter und widmete sich ausschließlich seiner Tätigkeit als Bausachverständiger. Reinhold Meyer benannte den Familienbetrieb in Hotibag, Hoch- und Tiefbaugeschäft Baumeister Reinhold Meyer um.
Nach 1945 stand der Betrieb vor erheblichen Schwierigkeiten, da Meyer 1933 der NSDAP beigetreten war und Hotibag daher als Parteigenossenbetrieb eingestuft wurde, obwohl Meyer während der NS-Zeit insgeheim Mitglied des Widerstandskreises Bethanien war, den sein Schwager Cuno Horkenbach und seine Schwester Margarete 1933 gegründet hatten. Meyers Eintritt in die NSDAP galt der Unterstützung des „antifaschistischen Widerstands“, er versorgte die Widerstandsgruppe bis zum Ende des Krieges mit Geldern, Nahrungsmitteln und Unterkünften und versteckte in mindestens einem Fall in den letzten Kriegsjahren einen Verfolgten vor der Gestapo in seiner eigenen Wohnung. Dies wird durch mehrere Dokumente Cuno Horkenbachs belegt.
Nach dem Tod Reinhold Meyers 1961 hörte der Betrieb nach über 250 Jahren auf zu existieren. Sein letzter Sitz war in der Spenerstr. in Berlin-Moabit.